# 포켓몬스터: 성도지방 이야기, 최종장
《포켓몬스터: 성도지방 이야기, 최종장》(일본어: ポケットモンスター: ジョウト地方の物語、最終章)은 2024년 공개된 일본의 애니메이션 영화이다. 포켓몬스터의 극장판이자 제262화 ~ 제275화까지의 은빛 리그편을 한국 한정으로 상영하는 재편집 극장판이다.

## 출연
| 등장인물 | 일본어 성우       | 한국어 성우     |
| -------- | ----------------- | --------------- |
| 한지우   | 마츠모토 리카     | 이선호          |
| 피카츄   | 오오타니 이쿠에   | 오오타니 이쿠에 |
| 최이슬   | 이이즈카 마유미   | 여민정          |
| 웅       | 우에다 유지       | 황창영          |
| 오바람   | 코바야시 유코     | 임윤선          |
| 로사     | 하야시바라 메구미 | 우정신          |
| 로이     | 미키 신이치로     | 김영선          |
| 나옹     | 이누야마 이누코   | 오인성          |
| 나레이션 | 이시즈카 운쇼     | 양석정          |
| 여경     | 니시무라 치나미   | 이선주          |
| 지우엄마 | 토요시마 마사미   | 강은애          |
| 오박사   | 이시즈카 운쇼     | 장승길          |
| 관철     | 세키 토모카즈     | 신용우          |
| 모에     | 쿠로이 나나코     | 양정화          |
| 한웅     | 토리우미 카츠미   | 정의한          |

## 기타
- 수입사:  포켓몬코리아
- 포켓몬 코리아에서 설정한 공식 사이트 주소를 보면 포켓몬 코리아는 이 작품을 2024년의 정식 극장판으로 취급하는 듯하다. 특히나 어릴 때 조기 종영되었던 포켓몬스터 시청자들 중에서 더 이상 포켓몬스터에 관심을 두지 않았던 많은 사람들도 이 소식을 듣고 꽤나 화제가 되었기에 성인 관람객도 꽤나 영화를 보러 올 것으로도 전망되고 있다.